# Desierto de Tanami

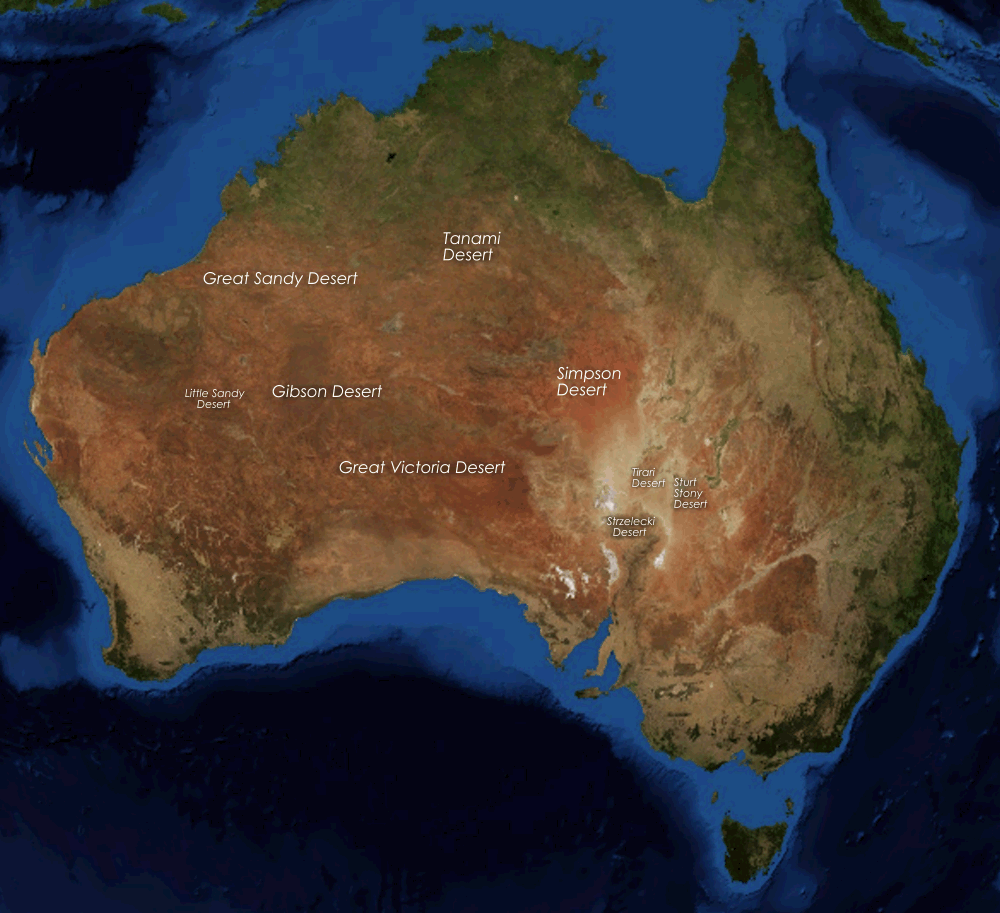
Localización de los desiertos de Australia.

El desierto de Tanami se localiza en el norte de Australia y se caracteriza por ser un terreno rocoso con pequeñas dunas. Este desierto se encuentra entre uno de los lugares más aislados y áridos del planeta. El Desierto de Tanami era la frontera límite del Territorio del Norte de Australia y no fue explorado completamente hasta bien entrado el siglo XX. Actualmente, el desierto es atravesado por la carretera Tanami Track, que se extiende desde el área de los montes MacDonnell al norte de Alice Springs hasta Halls Creek en Kimberley.

## Características
- Área: 37 529 km².
- El lugar más cercano al desierto de Tanami donde se recogen medidas pluviométricas es Rabbit Flat:
- Precipitaciones anuales: 429,7 mm.
- Media de la temperatura máxima diurna: 33,5 °C.
- Media de la temperatura mínima diurna: 16,4 °C.
- Media del número de días despejados: 169 días.
- Media diaria de evaporación: 7,6 mm.